# いがらしゆみこ
いがらし ゆみこ（1950年8月26日 - ）は、日本の漫画家。北海道旭川市出身、現在は北海道札幌市在住。血液型はA型（AO）。
1968年、北海道札幌旭丘高等学校3年のときに『りぼん』増刊号（集英社）に掲載された『白い鮫のいる島』でデビュー。上京し、潤徳女子高等学校に編入・卒業。その後、『なかよし』（講談社）専属作家として活動。幼年誌で執筆の後、レディースコミック誌や女性誌などで活動する。小説やドラマのコミカライズ、漫画原作も行う。五十岸ひとみ、五十嵐優美子、山川虹子（漫画原作者として）などの筆名でも執筆する。日本ペンクラブ会員。
元ジャニーズJr.で、現在は“男の娘（おとこのこ）”として漫画や執筆活動をしているいがらし奈波こと五十嵐慶一は、声優・井上和彦との間にもうけた実子（長男）。長女と長男の五十嵐慶一を井上和彦との離婚後シングルマザーとして子供を育てる。長女を出産した時にキャンディ・キャンディの連載中だったが、1ヶ月中断し北海道の実家から母親が東京に手伝いに来ていたとyoutubeのインタビューで答えている。

## 略歴
- 1968年 - 『白い鮫のいる島』でデビュー
- 1975年 - 『キャンディ♡キャンディ』の連載を開始
- 1976年 - 『キャンディ・キャンディ』がアニメ化
- 1977年 - 『キャンディ・キャンディ』で第1回講談社漫画賞を受賞
- 1983年 - 『ジョージィ!』が『レディジョージィ』としてアニメ化
- 1993年 - 『ムカムカパラダイス』がアニメ化される
- 1997年 - 9月、『キャンディ・キャンディ』原作者・水木杏子（名木田恵子）がキャラクターの無断使用による複製絵画の販売差し止めを求め、いがらしとフジサンケイアドワークを提訴（「キャンディ・キャンディ著作権裁判」）
- 1998年 - 2月、東京地裁は水木に『キャンディ・キャンディ』著作権を認め、原告勝訴。水木の許諾無しでの関連グッズ販売差し止めを命じる判決。いがらし側は控訴
- 1999年 - 山梨県南都留郡山中湖村に、いがらしゆみこ美術館・山中湖が開館（2005年3月閉館）
- 2000年 - 岡山県倉敷市の美観地区に、いがらしゆみこ新美術館・倉敷が開館。3月、キャンディ・キャンディ著作権裁判控訴審判決。東京高裁、一審判決を支持し原告勝訴。いがらし側は上告
- 2001年 - 10月、キャンディ・キャンディ著作権裁判最高裁判決。いがらし側の上告を棄却し、原告勝訴確定。
- 2016年 - パナマ文書にて、いがらし母娘の名前が見つかる。筆跡から本人や事務所は否定しており、別人の筆跡で名前だけ第三者が無断使用したと話している[3]。

## 作品
- キャンディ♡キャンディ[4] - 原作：水木杏子（名木田恵子）、1976年にアニメ化
- ジョージィ!
  - 原作：井沢満。『週刊少女コミック』（小学館）にて連載。1983年に『レディジョージィ』としてアニメ化。
- 敦子のあしたは - 原作：吉田とし
- ばんざい先生
- ひとりぼっちの太陽 - 原作：吉岡道夫
- 夏まつり
- ひとつ屋根の歌
- さなえちゃん
- まみむめ・見太郎
- おませな人魚姫
- メイミー♥エンジェル
- ティム♡ティム♡サーカス - 原作：水木杏子
- ころんでポックル
- ティンクル・スター2 - 原作：井沢満
- アンはアン
- パロスの剣 - 原作：栗本薫
- ぼくのブラジャー♡アイランド - 原作：井沢満
- 女王聖典レイヌ - 原作：芝風美子
- ムカムカパラダイス - 原作：芝風美子、1993年から1994年まで『ちゃお』（小学館）にて連載し、アニメも連載と同時期に放映
- パパはオカマさん - 原作：芝風美子
- バード先生はすごいらしい
- デイジー・メイ - 原作：エマ・ダーシー（ハーレクイン・イマージュ）
- 大人になるまで - 原作：レイ・マイケルズ（ハーレクイン・イマージュ）
- おヨメ・サンバ
- プリンセスにお手上げ - 原作：カーラ・キャシディ（シルエット・ロマンス）
- アンナ・カレーニナ - 原作：レフ・トルストイ
- ボヴァリー夫人 - 原作：フローベール
- おーい! 動物キャラバン - 『北海道新聞日曜navi』に連載
- ユエサイの冒険 - 原作：李純恩
- アンシリーズ - 原作：L・M・モンゴメリ
  - 赤毛のアン
  - アンの青春
  - アンの愛情
- 薔薇のジョゼフィーヌ - 原作：落合薫
- マンガ日本の古典（中央公論社）
  - 6巻「和泉式部日記」
  - 13巻「とはずがたり」
- ねりまより愛を込めて - 原作：井沢満、『週刊少年マガジン』 1982年7月14日号掲載の読み切り
- 離婚ハネムーン - 『週刊少女フレンド』 1970年8月25日号掲載の読み切り[5]

## その他
- 『クラッシャージョウ』（1983年、松竹富士系） - 劇場版アニメ。キャラクターデザインを担当（本作では多くの漫画家にオリジナルの宇宙生物などのデザインを依頼するという趣向が取り入れられていた）。
- 花王「アタックNeo 抗菌EXパワー」（2012年） - CM中のイラストを担当。

## 出演
- いがらしゆみこのマンガDEナイト（STVラジオ 2003年10月4日[6] - 2004年3月27日[7]）
  - いがらしゆみこと島本和彦のお正月はマンガチックでナイト!（2004年1月1日 STVラジオ）[8] - 「島本和彦のマンガチックにいこう!」とのコラボ特番。
- 有吉反省会（2014年11月30日 日本テレビ） - 64歳という年齢にも関わらず少女漫画のヒロインみたいな格好をして読者の夢を壊したことを反省、出演時には頭に猫耳カチューシャ・赤地に白の水玉柄でフリフリのレースが付いたワンピース姿で登場[9]。レギュラー陣の度肝を抜き、大久保佳代子曰く「近所の野良猫に餌づけするババァ」、またバカリズムには「キャンディ・キャンディ生み出してなかったらビンタですよ」と言わしめる。

## 諸活動
- 日本漫画家協会の参与を務めている。
- 「まんが甲子園」の審査員を務めていた。
- 「北のまんが大賞」の審査員を務めている。

## 関連書籍
- いきなり最終回 PART3（JICC出版局 1991年） - 「キャンディ・キャンディ」の最終回が掲載（一部のページは雑誌掲載の版を使用）。いがらしのコメントあり。

## 関連番組
- 趣味百科 少女コミックを描く（1991年6月25日 NHK教育） - 最終回で里中満智子、青池保子らと対談など。
- 出没!アド街ック天国「大泉学園」（1999年3月6日 テレビ東京） - 当時は大泉学園に住んでいた。ゲストの松田純はいがらしの長女の友人だった。

## キャンディ・キャンディ著作権裁判

### 概要
講談社発行の少女漫画雑誌なかよしに1975年から1979年連載されていた作品｢キャンディ・キャンディ｣での、原作者・水木杏子との間で生じた本作の著作権帰属を巡る争い。
当初、いがらし側の契約違反によるキャラクターの無断使用について争う裁判であったが、いがらし側が水木の著作権そのものを不在と主張したため、本裁判は水木の著作権の確認が争点となった。本作品についての確定した最高裁判決では、水木の原作が一次著作物であり、扉絵等を含めた漫画については、二次的著作物という位置づけになるということが認められた。つまり、いがらし作画による漫画の二次使用である東映版アニメの頒布・放映や、各種キャラクターグッズの制作・販売については、原著作者と作画者両名の許諾が必要であり、一次著作物である水木の原作原稿をもとにした小説の出版や、いがらしのキャラクターデザインを使用しない再漫画化・新作アニメ化などは、原著作者である水木杏子のみの許諾によって可能であるという結論である。これは漫画連載当時の1975年から1995年の契約解除までの間、講談社が行ってきた版権処理とも合致する。1978年のキャンディ・キャンディ ニセTシャツ事件を受けて「二度目の著作権侵害事件」とされている。